# ドミニク・ド・ビルパン
ドミニク・ド・ビルパン（フランス語：Dominique de Villepin、1953年11月14日 - ）は、フランスの政治家・作家・外交官・弁護士。本名はドミニク=マリー=フランソワ=ルネ・ガルゾー・ド・ビルパン（Dominique Marie François René Galouzeau de Villepin）。ジャック・シラク政権で第18代フランス首相を務めた。
呼び名については貴族称である前置詞 "de" を略し、ビルパン（ヴィルパン）という呼称が使用されることがある。
名前に"de"と付いているが、貴族階級の出身では無い。

## 来歴
1953年11月14日にモロッコの首都であるラバトに誕生する。青少年期はアフリカ・ニューヨーク・カラカスで過ごし、帰国後はトゥールーズにあるイエズス会系私立のリセに通った。バカロレアに合格し、パリ第10大学、パリ第2大学（パンテオン・アサス）法学専攻を経て、パリ政治学院から1978年、フランス国立行政学院（ENA）入学。ENA卒業後の1980年にフランス外務省に入省。ワシントン・ニューデリー勤務を経て、保守派の有力政治家であったジャック・シラクの外交面での側近として頭角をあらわしていった。
1995年にジャック・シラクが勝利した大統領選挙で貢献し、エリゼ宮（大統領府）官房長官に抜擢。1997年にはシラクにフランス国民議会解散を強く進言するが、選挙では与党が大敗。辞表を提出するがシラク大統領は受け入れず、2002年まで務めることになった。
2002年にフランスのジャン＝ピエール・ラファラン内閣で外務大臣に就任した。
イラク戦争開戦を強行しようとしたアメリカに対して強く反対した。アメリカのドナルド・ラムズフェルド国防長官から「（開戦反対の）フランスとドイツは古いヨーロッパだ」と皮肉られると、国際連合安全保障理事会で「フランスは古い国だからあえて反対する」と切り返した。その外交姿勢はド・ゴール主義にとても近いといわれている。折から高まっていたイラク反戦の世界的な世論に、ド・ビルパンの国際連合での演説は強くアピールし、シラクの側近官僚というイメージから、一躍大統領候補として注目されていくようになった。
2004年からジャン＝ピエール・ラファラン内閣で内務大臣を務めた。

### 首相
2005年5月31日に欧州憲法批准の国民投票で反対が半数を超えたことによるラファランの首相職辞任を受けて、後任の首相となった。
2005年パリ郊外暴動事件では暴動鎮圧を計るため暴動のきっかけとなった警察が感電死させたとされる死亡したフランス移民の遺族に対して事件の調査を行うと約束したが、暴動の鎮圧とまで至らなかった。
また2006年には就業率を上げるために2006年3月に26歳以下の若者を2年以内の雇用なら理由無く解雇できるという青年雇用対策「初期雇用契約」(CPE)を首相・内閣先導で強行制定したが、この法案が逆に若者を怒らせる結果となり、フランス国内の大学での抗議活動が激化、若者が暴徒化し警官隊と衝突した。各企業・自治体・交通機関でもこのCPE法廃止を求めストライキへ突入。3月28日にはフランス国内のほとんどの交通機関でストライキの影響によって交通麻痺を起こす事態となった。次期大統領候補としてのライバルでもある与党である国民運動連合のニコラ・サルコジ党首が融和姿勢を示す中で妥協案を頑なに拒否していたが、4月10日、シラクが初期雇用契約の事実上の撤回を決断したことで、政治的に大きなダメージを受けた。追い討ちをかけるように、フランス外相時代にサルコジのスキャンダル（のちに事実無根と判明）を情報機関に探らせていたのではないかとの疑惑（クリアストリーム事件）が持ち上がり、窮地に陥った。
一時期サルコジと並んで右派勢力の有力なシラク後継者と目されていたが、フランス首相としての任期中2度も大暴動を招いたことから大きく株を下げ、2006年4月の調査では第五共和制下の首相として最低の支持率を記録した。2007年になっても大統領選挙への立候補を表明せず、動向が注目されていたが、3月に入ってサルコジへの支持を明言。自らの出馬は断念した。

### 首相退任後
サルコジ政権発足後の2007年7月、前述の「クリアストリーム事件」で起訴され、公判が2009年9月から行われた。同年10月、検察から執行猶予付き禁固1年6ヶ月と罰金4万5000ユーロ（約610万円）を求刑されたが、2010年1月28日に無罪判決が言い渡された。
2010年6月に2012年フランス大統領選挙に向けて中道右派の新党「共和国連帯」を旗揚げしたものの、立候補に必要な推薦人を集められず出馬を断念した。

## エピソード

### ナポレオン
ナポレオン一世を大変尊敬しており、長大なナポレオン伝『百日天下あるいは犠牲の精神』(Les Cent-Jours ou l'esprit de sacrifice) という本も書いている。そのためナポレオンが完成させた官僚機構を高く評価しており、その官僚機構の象徴である内相に2004年に就任した際は大変な感激だったとのこと。同時にそれは、小さな政府の実現を理想とするニコラ・サルコジとは相容れず、実際に2人は政敵同士だった。

### 家族
2006年10月に長女のマリーがジバンシィの新作香水のオーディションを本名を隠して受け、採用されたことで話題となった。ドミニクは娘のモデル業に大反対し、現在も認めていない。